# B3 EP
B3 EP è un EP del gruppo musicale britannico Placebo, pubblicato il 15 ottobre 2012 dalla Vertigo Records.
Tra i cinque brani presenti nel disco, oltre all'omonimo singolo B3 figura la cover di I Know You Want to Stop, originariamente dei Minxus.

## Tracce
Testi e musiche dei Placebo, eccetto dove indicato.
1. B3 – 4:10
2. I Know You Want to Stop – 3:03 (Gavin Pearce, Joeph Whitney, She Rocola) – cover dei Minxus
3. The Extra – 4:19
4. I.K.W.Y.L – 5:10
5. Time Is Money – 7:14

## Classifiche
| Classifica (2012) | Posizione massima |
| ----------------- | ----------------- |
| Francia           | 66                |
| Germania          | 39                |
| Regno Unito       | 65                |
| Svizzera          | 25                |